# Rineloricaria thrissoceps
Rineloricaria thrissoceps är en fiskart som först beskrevs av Fowler, 1943.  Rineloricaria thrissoceps ingår i släktet Rineloricaria och familjen Loricariidae. IUCN kategoriserar arten globalt som livskraftig. Inga underarter finns listade i Catalogue of Life.